# Astragalus discessiflorus
Astragalus discessiflorus es una especie de planta del género Astragalus, de la familia de las leguminosas, orden Fabales.

## Distribución
Astragalus discessiflorus se distribuye por Tayikistán (Dushanbe).

## Taxonomía
Fue descrita científicamente por N. F. Gontscharow. Fue publicada en Fl. Tadzhikistana 5: 676 (1937).